# Without You (Ali Gatie)
Without You è un singolo del cantante canadese Ali Gatie, pubblicato il 15 aprile 2018.

## Tracce
1. Without You – 3:02